# Cratere Pachacamac
Pachacamac è un cratere sulla superficie di Rea.